# Red Barrels
Red Barrels est un studio indépendant canadien de jeux vidéo créé le 4 juillet 2012, à Montréal par Philippe Morin, David Chateauneuf et Hugo Dallaire. Il est notamment connu pour la série de jeux vidéo Outlast.

## Produits
| Année | Titre                       | Type      | Genre           | Média                                                             |
| ----- | --------------------------- | --------- | --------------- | ----------------------------------------------------------------- |
| 2013  | Outlast                     | Jeu vidéo | Survival horror | Microsoft Windows PlayStation 4 Xbox One Linux Nintendo Switch    |
| 2014  | Outlast: Whistleblower      | Jeu vidéo | Survival horror | Microsoft Windows PlayStation 4 Xbox One Nintendo Switch          |
| 2016  | The Murkoff Account: Part 1 | Comic     | Thriller        | PDF                                                               |
| 2016  | The Murkoff Account: Part 2 | Comic     | Thriller        | PDF                                                               |
| 2016  | The Murkoff Account: Part 3 | Comic     | Thriller        | PDF                                                               |
| 2016  | The Murkoff Account: Part 4 | Comic     | Thriller        | PDF                                                               |
| 2016  | The Murkoff Account: Part 5 | Comic     | Thriller        | PDF                                                               |
| 2017  | Outlast 2                   | Jeu vidéo | Survival horror | Microsoft Windows PlayStation 4 Xbox One Nintendo Switch          |
| 2023  | The Outlast Trials          | Jeu vidéo | Survival horror | Microsoft Windows Playstation 4 playstation 5 xbox one xboxseries |